# Bosques madrenses de pino-encino

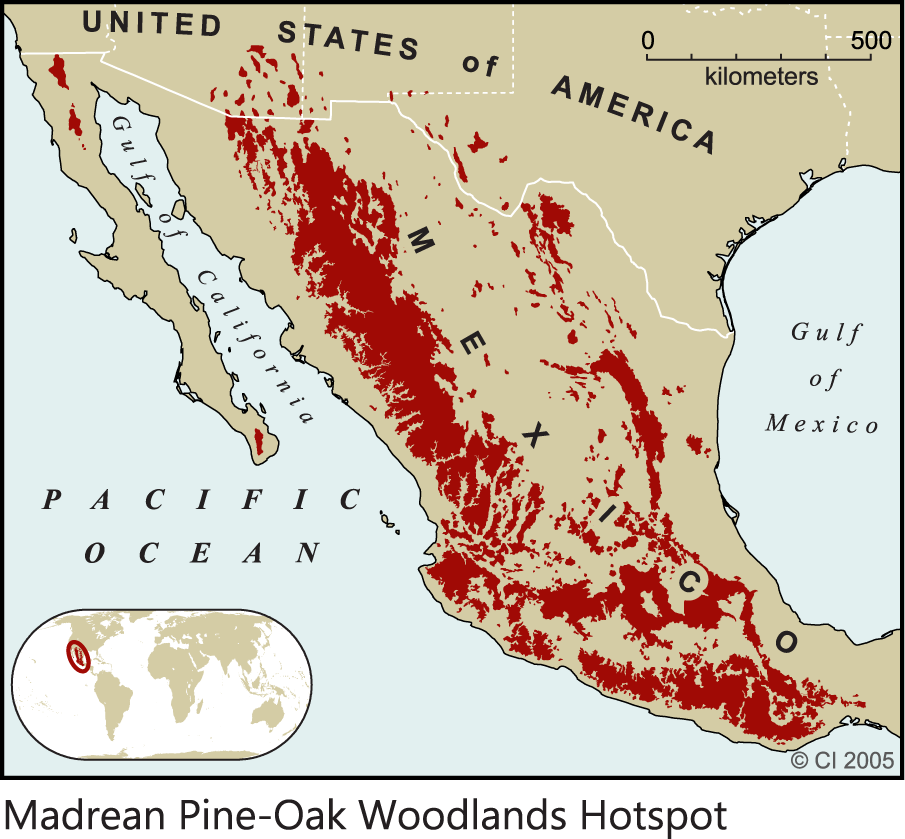
Bosques madrenses de pino-encino en EE. UU. y México

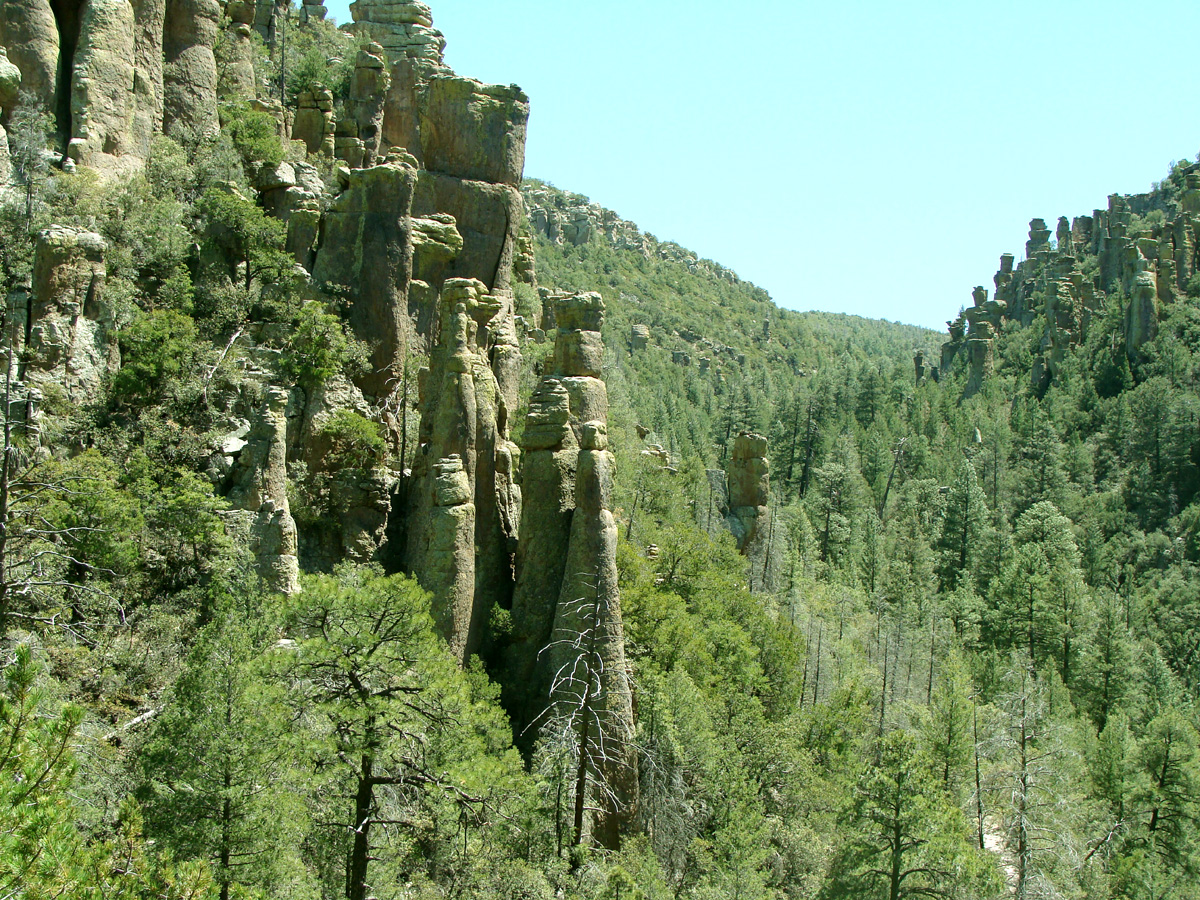
Bosque mixto de la Sierra de Chiricahua (Archipiélago Madrense, Arizona)

Los bosques madrenses de pino-encino son bosques mixtos de montaña con predominio de pinos y encinos. Se localizan en el sistema montañoso de la Sierra Madre especialmente en México, extendiéndose desde el Suroeste de Estados Unidos hasta Nicaragua en Centroamérica.
La mayor parte de los bosques madrenses están conformados por pinos y encinos en forma equilibrada. En las partes más altas y cumbres de las sierras van bosques de pino que pueden alcanzar los 25 metros de altura, y en las partes bajas, faldas y lomeríos están los bosques de encino que alcanzan unos 7 metros.
No hay un único criterio para su clasificación, ya que el WWF considera que estos bosques pertenecen al bioma del bosque tropical y subtropical de coníferas en razón de su latitud geográfica, mientras que en México se considera que son bosques templados ya que debido a su altura se afirma que presentan un clima de montaña de templado a frío.

## Clima
Presentan clima de montaña, con temperaturas medias que van de 12 a 23 °C, un rango equiparable a un clima de subtropical a templado, pudiendo llegar a bajo cero en invierno. Son ecosistemas húmedos o subhúmedos con una precipitación anual entre 600 y 1000 mm y, por lo general, se sitúan entre los 1000 y 3000 m s. n. m. (metros sobre el nivel del mar) y las lluvias son abundantes.

## Ecorregiones
El WWF clasifica estos bosques del siguiente modo:
- Ecozona: Neártico.
  - Biorregión: Bosques de pino-encino de la Sierra Madre Oriental y Occidental: En México y parte del suroeste de Estados Unidos. 
    - Ecorregión Bosques de pino-encino de la Sierra Madre Occidental (incluye el Archipiélago Madrense)
    - Ecorregión Bosques de pino-encino de la Sierra de la Laguna
    - Ecorregión Bosques de pino-encino de la Sierra Madre Oriental
    - Ecorregión Bosques de pino-encino de la Sierra de Juárez y de San Pedro Mártir

- Ecozona: Neotrópico.

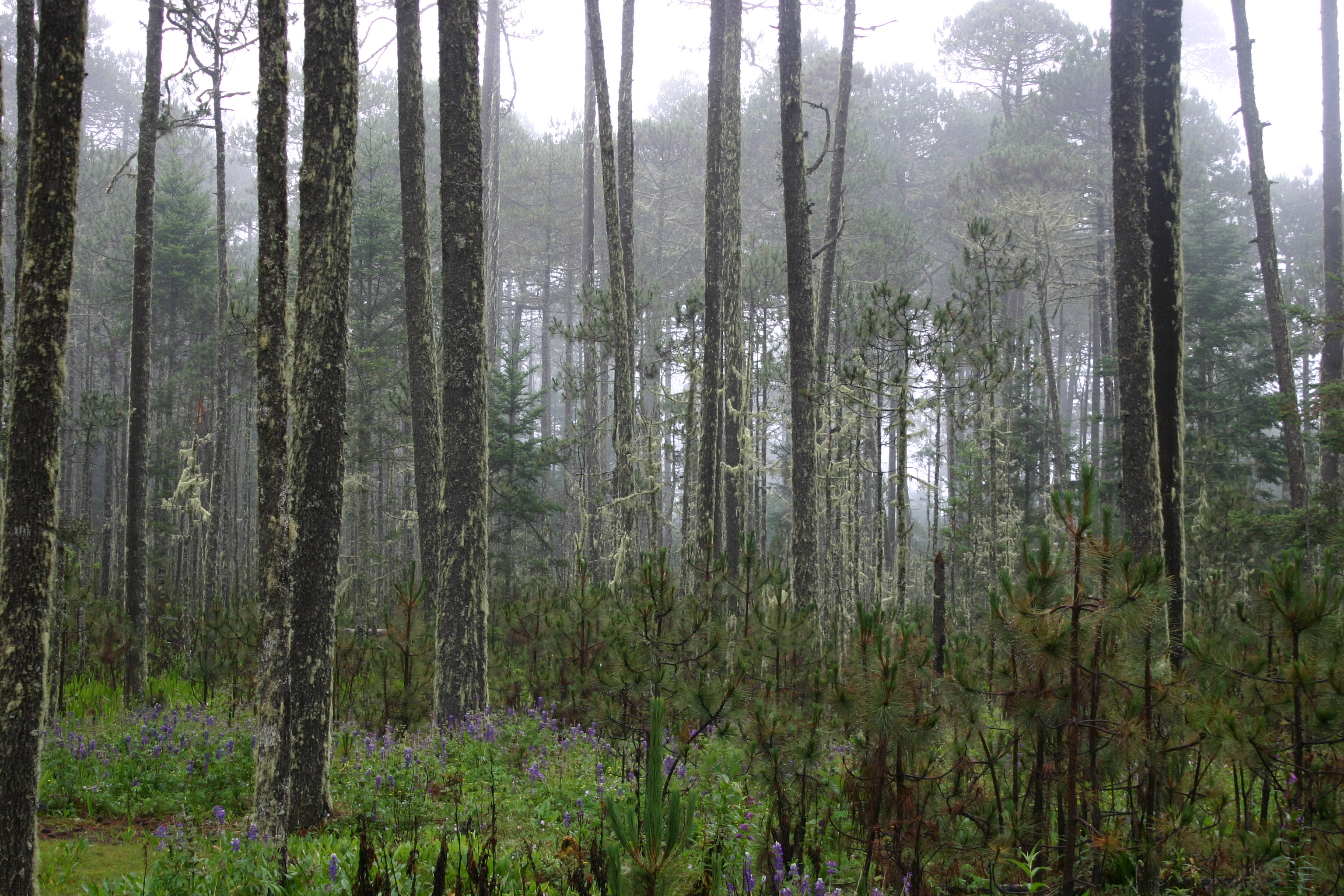
Bosque de pino de la Sierra Madre de Oaxaca

  - Biorregión: Bosques mesoamericanos de pino-encino: En México y Centroamérica (Guatemala, Honduras, El Salvador y Nicaragua) 
    - Ecorregión Bosques de pino-encino de América Central (en la Sierra Madre de Chiapas)
    - Ecorregión Bosques de pino-encino de la Sierra Madre del Sur
    - Ecorregión Bosques de pino-encino del Eje Neovolcánico
    - Ecorregión Bosques de pino-encino de la Sierra Madre de Oaxaca

## Flora

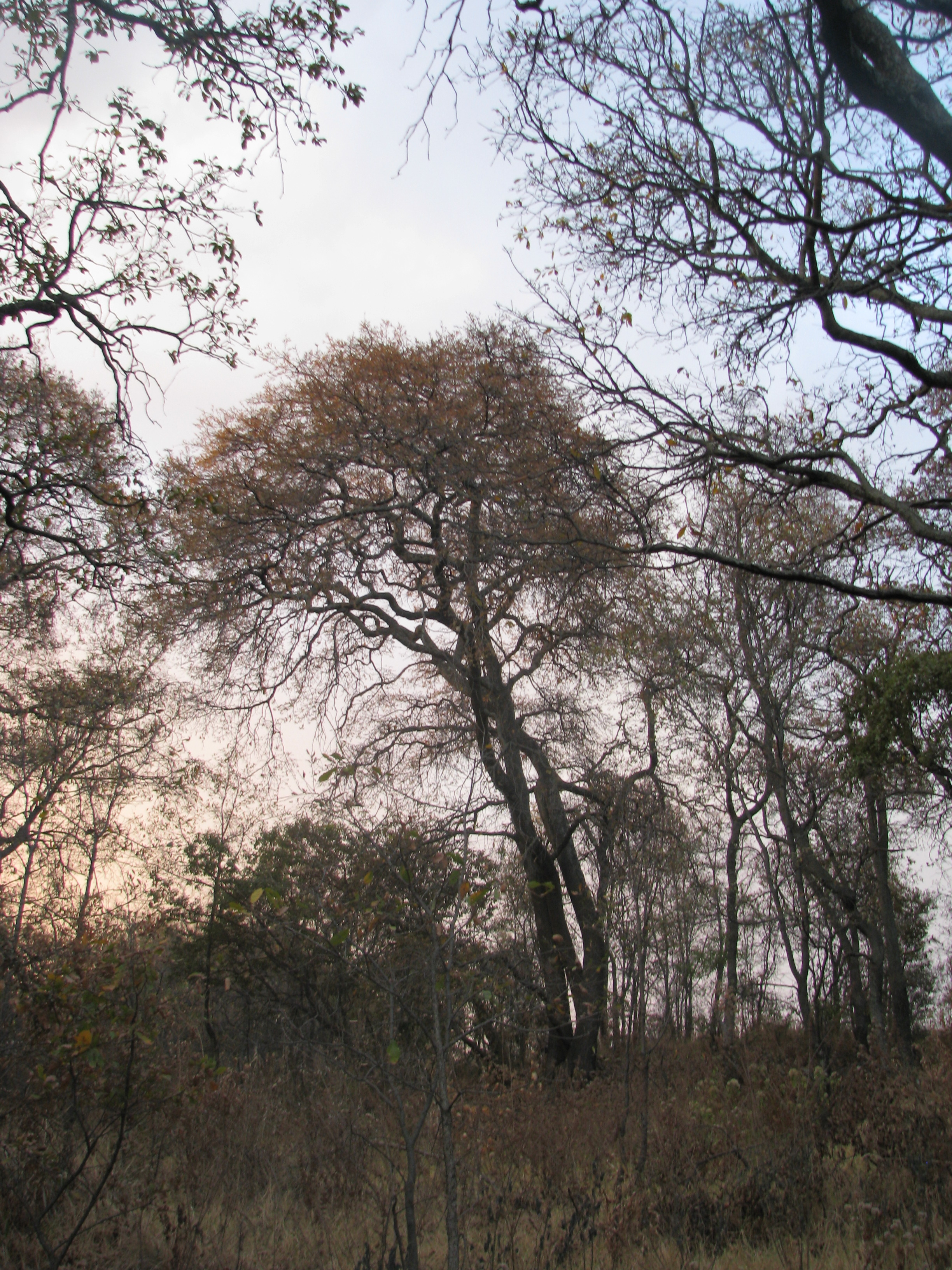
Bosque de encinos en Álvaro Obregón (Distrito Federal).

México posee la mayor diversidad de pinos y encinos del mundo, con un 50% de especies de pinos (50 especies) y cerca del 33% de encinos (200 especies). 
Algunos pinos comunes son 
ocote blanco, 
ocote chimo, 
ocote pardo, 
pino cedrón, 
acahuite,
pino chimonque, 
teocote, 
pino lacio, 
hortiguillo, 
pino loco y 
ocote colorado.  
Otras coníferas encontradas son 
abeto, 
ayarín y varias especies de 
táscate y 
pinabetes.
Los encinos más comunes son el 
encino barcino, 
encino blanco, 
encino colorado, 
encino cucharo, 
encino laurelillo, 
encino quebracho, 
encino prieto (Q. laeta, 
Q. glaucoides), 
encino tesmilillo, 
escobillo, 
roble y 
encino rojo, entre otros.
Pueden encontrarse también otros árboles como 
madroño, 
tepozán, 
jaboncillo y 
saucillo. 
Por otro lado el estrato bajo es escaso, con presencia de arbustos, hierbas, helechos y hongos. 
En los bosques más húmedos puede haber epífitas de bromelias y orquídeas.

## Fauna
Habitan: venado cola blanca, lince, puma, armadillo, tlacuache, zorra gris, mapache, conejo, ardilla gris y coatí norteño. Además hay variedad de serpientes de cascabel, pájaros carpinteros, aves rapaces, aves migratorias, peces endémicos en los ríos de las montañas, variedad de insectos, etc. En los bosques del centro de México están los lugares de hibernación de la mariposa monarca.